# Фокин, Виталий Алексеевич
Виталий Алексеевич Фо́кин (4 (17) марта 1906 — 23 января 1964) — советский военачальник. Начальник Морского генерального штаба (1952—1953). Начальник Главного штаба ВМФ — первый заместитель Главнокомандующего ВМФ СССР (1953—1958), командующий Тихоокеанским флотом (1958—1962), первый заместитель Главнокомандующего ВМФ СССР (1962—1964). Адмирал (1953).

## Биография
Родился 4 (17 марта) 1906 года в деревне Высокая (ныне Пыщугский район, Костромская область) в семье рабочего.
С 1922 года служил на флоте. Окончил Военно-морское училище имени М. В. Фрунзе в 1927 году. В том же году вступил в ВКП(б).
Служил командиром взвода 2-го флотского экипажа, а затем штурманом на крейсере «Аврора».
В 1930 году окончил штурманский класс командного состава ВМФ РККА, служил помощником командира и командиром сторожевого корабля, эсминца.
С августа 1937 года — командир отдельного дивизиона эскадренных миноносцев и сторожевых кораблей на Северном флоте.
Летом 1938 года капитан 2-го ранга В. А. Фокин был арестован органами НКВД СССР и уволен с флота, а также исключен из ВКП(б). 7 апреля 1940 года был освобождён из тюрьмы без суда, 21 апреля того же года восстановлен в кадрах ВМФ и реабилитирован.
Участник Великой Отечественной войны. Участвовал в проводке арктических конвоев, осуществлял артиллерийскую поддержку сухопутным войскам и обеспечивал высадку десантов. В 1942 году был тяжело ранен. 5—6 марта 1942 года возглавил успешную операцию отряда советских и британских кораблей по спасению эскадренного миноносца «Громкий», лишившегося хода в шторм и отнесённого на прибрежные камни.
С апреля 1942 по март 1944 года — начальник штаба Каспийской флотилии, обеспечивал противовоздушную оборону морских перевозок и прокладку подводного нефтепровода от Апшеронского полуострова до Астрахани.
С октября 1944 года — командующий эскадрой на Северном флоте, участвовал в проводке союзных и отечественных конвоев. С 1945 года — на командных и штабных должностях.
С августа 1952 по апрель 1953 года — начальник Морского генерального штаба. C 11 мая 1953 по 12 февраля 1958 — начальник Главного штаба ВМФ — первый заместитель Главнокомандующего ВМФ СССР.
С 12 февраля 1958 по 30 июня 1962 — командующий Тихоокеанским флотом.
С 30 июня 1962 по 1964 год — первый заместитель Главнокомандующего ВМФ СССР.
Член ЦК КПСС в 1961—1964 годах. Депутат Верховного Совета СССР 6 созыва.
Умер 23 января 1964 года. Похоронен в Москве на Новодевичьем кладбище (участок № 1).

## Воинские звания
- контр-адмирал (25.9.1944)
- вице-адмирал (11.5.1949)
- адмирал (3.8.1953)

## Награды[1]
- орден Ленина (1948)
- четыре ордена Красного Знамени (1942, 1943, 1944, 1952)
- орден Нахимова I степени (1945)
- орден Ушакова II степени (25.9.1944)
- орден Красной Звезды (1935)
- медали

Других государств
- командор со звездой ордена Святого Олафа (Норвегия)[5]
- командорский крест ордена Возрождения Польши (ПНР)[6]
- медаль «Китайско-советской дружбы» (КНР)[7]

## Память

Памятник
на Новодевичьем кладбище

Именем В. А. Фокина был назван ракетный крейсер «Адмирал Фокин» — заложен 5 октября 1960, спущен на воду 5 ноября 1961, введён в боевой состав 28 ноября 1964, исключён из состава ВМФ 30 июня 1993.
В 1964 году, спустя 9 месяцев со дня смерти адмирала В. А. Фокина в Москве, на волне политической кампании по массовому искоренению в Приморском крае топонимов не русского происхождения Пекинская улица — старейшая улица Владивостока, названная в 1867 году в честь заключения Пекинского трактата (договора) графом генерал-адъютантом Н. П. Игнатьевым — была переименована в улицу Адмирала Фокина. Вероятно, считалось, что слово «Пекинская» каким-то образом прославляет идейного и политического на тот момент врага — маоистский Китай.
Именем адмирала В. А. Фокина назван город в Приморском крае (бывший ЗАТО Шкотово-17, пос. Тихоокеанский) и военно-морская база Тихоокеанского флота России.